# Fritz Löser
Johann Friedrich Wilhelm Löser (* 23. Januar 1893 in Groß-Steinheim; † 3. Mai 1973 Großauheim) war Landrat des Landkreises Hanau von 1933 bis 1945.

## Vorleben
Mit 19 Jahren trat er 1912 als Einjährig-Freiwilliger in das Infanterie-Regiment Nr. 88 in Hanau ein und war im Ersten Weltkrieg eingesetzt.
Nach dem Krieg arbeitete er zunächst als Vorsteher des Konstruktionsbüros der Dunlop in Hanau, danach als Betriebsleiter der Stempelwerke Mainkur und anschließend der Mauser-Werke in Waldeck. Er führte die Bezeichnung „Ingenieur“.

## Politisches Wirken
Zum 1. Dezember 1930 trat er der NSDAP bei (Mitgliedsnummer 375.255) und gehörte zu den Mitgründern der NSDAP-Ortsgruppe Großauheim. Später wurde er dort Ortsgruppenleiter und erlangte weitere Parteiämter: Stellvertretender Kreisleiter und Organisationsleiter in Hanau sowie 1932 des Kreisleiters von Hanau.
Als „fähigster und fleißigster Amtswalter“ wurde er am 16. Juni 1933 zum Landrat und Polizeidirektor des Landkreises Hanau ernannt. Zudem war er 1933/34 kommissarisch Oberbürgermeister von Hanau sowie Leiter der Außenstelle Hanau der Gestapo. In diesen Funktionen organisierte er 1933 die „nationalsozialistische Revolution“ in Hanau, verfolgte politische Gegner und sorgte dafür, dass sie in Konzentrationslager und Gefängnisse verschleppt wurden, setzte Partei- und Vereinsverbote durch und trug Mitschuld an der Ermordung seines Amtsvorgängers als Landrat, Eugen Kaiser, und des Hanauer Reichstagsabgeordneten Gustav Hoch, der Suizide seines Amtsvorgängers als Landrat, Georg Wagner, des Hanauer Gewerkschaftssekretärs Oskar Jetschmann, des Arztes Otto Schwabe, sowie einer Reihe weiterer Sozialdemokraten und Kommunisten.
Als im August 1937 die Partei- und Staatsämter getrennt wurden, entschied er sich für den Staatsdienst und seine Funktionen als Landrat und Polizeidirektor, die er bis zum 28. März 1945 innehatte, als ihn die US-amerikanischen Streitkräfte des Amtes enthoben.

## Nachkriegszeit
Fritz Löser wurde interniert. 1948 verurteilte ihn das Landgericht Hanau wegen fortgesetzter Aussageerpressung und Körperverletzung im Amt zu fünf Jahren Zuchthaus unter Anrechnung der Lagerhaft. Ende der 1940er Jahre entlassen, arbeitete er als Ingenieur in der Dampfkesselüberwachung und lebte später als Rentner in Großauheim.

## Weblink
- Löser, Fritz. Hessische Biografie. (Stand: 24. Juli 2019). In: Landesgeschichtliches Informationssystem Hessen (LAGIS).